# Belle Isle (Windermere)

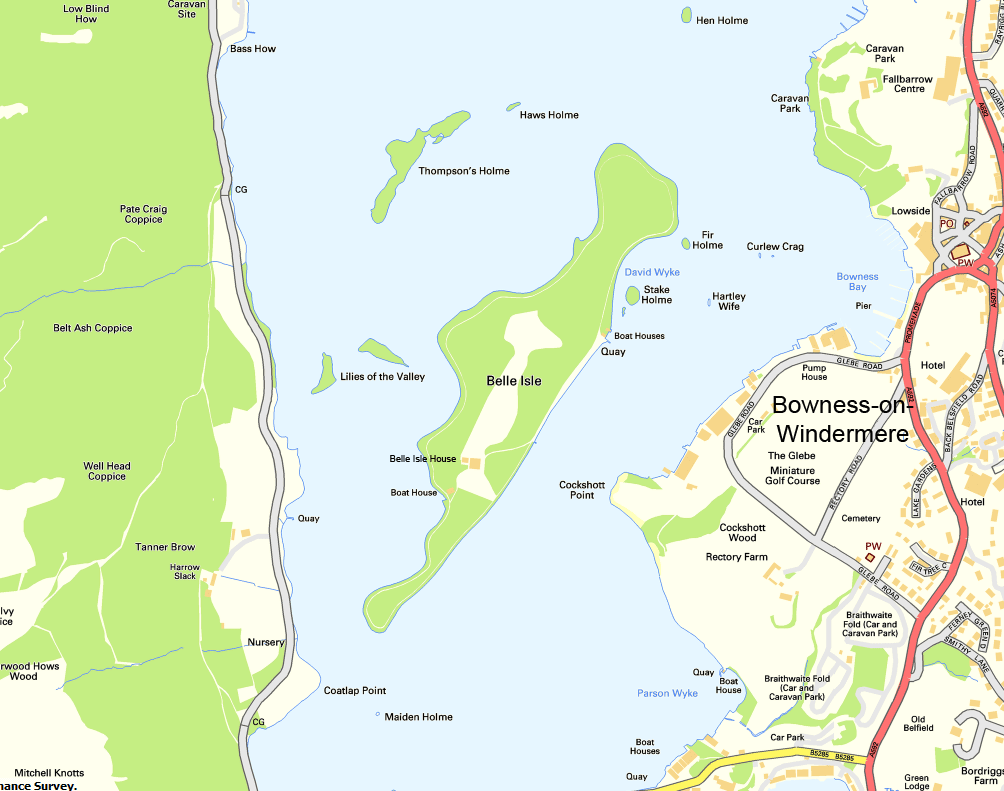
Mappa di Belle Isle nel lago Windermere.

Belle Isle è la più grande delle 18 isole del lago Windermere, nel Lake District inglese, l'unica ad essere mai stata abitata, ed è lunga 1 km.
Il governatore romano di Ambleside costruì una villa sull'isola. Nel 1250 fu sede del Signore del maniero. Fu anche una roccaforte realista durante la guerra civile inglese.
L'Island House o Roundhouse è stata costruita nel 1774 su progetto di John Plaw. È insolita in quanto a pianta circolare, costruita in mattoni, su tre piani con un portico a quattro colonne; assomiglia molto al Pantheon di Roma. La casa fu venduta, insieme all'isola, alla ricca famiglia Curwen che ribattezzò l'isola con il nome della loro figlia, Isabella. Venne poi venduta a Isabella Curwen, dalla sua famiglia nel 1781, per £ 1.720 e fu definitivamente ribattezzata con il suo nome. I discendenti di Isabella e di suo marito, John Christian Curwen, hanno vissuto sull'isola fino al 1993.
Si chiama Bell Island, non Isabella Island, a causa dell'uso della forma abbreviata di Isabella-Bella, che perse la 'a' per diventare Bell, scritta Belle nella mappa dell'Ordnance Survey del 1925. Era conosciuta localmente come Great Island o Long Holme e precedentemente come Longholm, prima di essere rinominata nel 1774.
Nel 1996 (alcuni documenti suggeriscono il 23 dicembre 1994), Belle Isle House ha subito gravi danni a seguito di un grave incendio. Tuttavia, è stata riparata ed è ancora un luogo di residenza.